# TELECOM Lille 1
TELECOM Lille 1 es una escuela superior de ingeniería emplazada en la ciudad de Lille (Francia), es una Gran Escuela de ingenieros (école d'ingénieurs) francesa en Telecomunicaciones y Redes.
- Datos: Q3512094